# Mumien (film fra 1999)
 For alternative betydninger, se Mumien. (Se også artikler, som begynder med Mumien)
Mumien er en amerikansk gyser-eventyrfilm skrevet og instrueret af Stephen Sommers, med Brendan Fraser, Rachel Weisz, John Hannah og Kevin J. O'Connor og Arnold Vosloo i hovedrollen som den animerede mumie. Den blev vist første gang 16. april 1999 i Portugal, havde amerikansk biografpremiere 4. maj, mens den danske premiere var sat til 25. juni. Filmen var en løs genindspilning af samme navn fra 1932, som havde Boris Karloff i titelrollen. Det var oprindeligt planlagt til at være en lavbudgetfilm, men viste sig senere at blive en international succes.
Optagelserne begyndte i Marrakech, Marokko, den 4. maj 1998 og varede sytten uger. Besætningen måtte udholde dehydrering, sandstorme og slanger, mens optagelserne fandt sted i Sahara. De visuelle effekter blev leveret af Industrial Light & Magic, som blandede film og computergenererede billeder for at skabe den titulære mumie. Jerry Goldsmith var ansvarlig for filmmusikken.
Mumien indtjente 43 millioner dollars i 3.210 biografer i løbet af sin åbningsweekend i USA, hvilket senere bragte den op på 416 millioner dollars på verdensplan. Dens succes førte til en efterfølger, Mumien vender tilbage, samt Mumien: den animerede serie og spin-off-filmen The Scorpion King. Syv år senere kom det tredje afsnit, Mumien: Drage-kejserens grav, som havde premiere den 1. august 2008. Universal Pictures åbnede også en rutsjebane, Revenge of the Mummy, i 2004 i forbindelse med filmserien. Bogen, der er baseret på filmen, og dens efterfølgere er skrevet af Max Allan Collins.